# Aeginetia flava
Aeginetia flava är en snyltrotsväxtart som beskrevs av John Adrian Naicker Parnell. Aeginetia flava ingår i släktet Aeginetia och familjen snyltrotsväxter. Inga underarter finns listade i Catalogue of Life.